# Orquestra Filarmônica de São Petersburgo

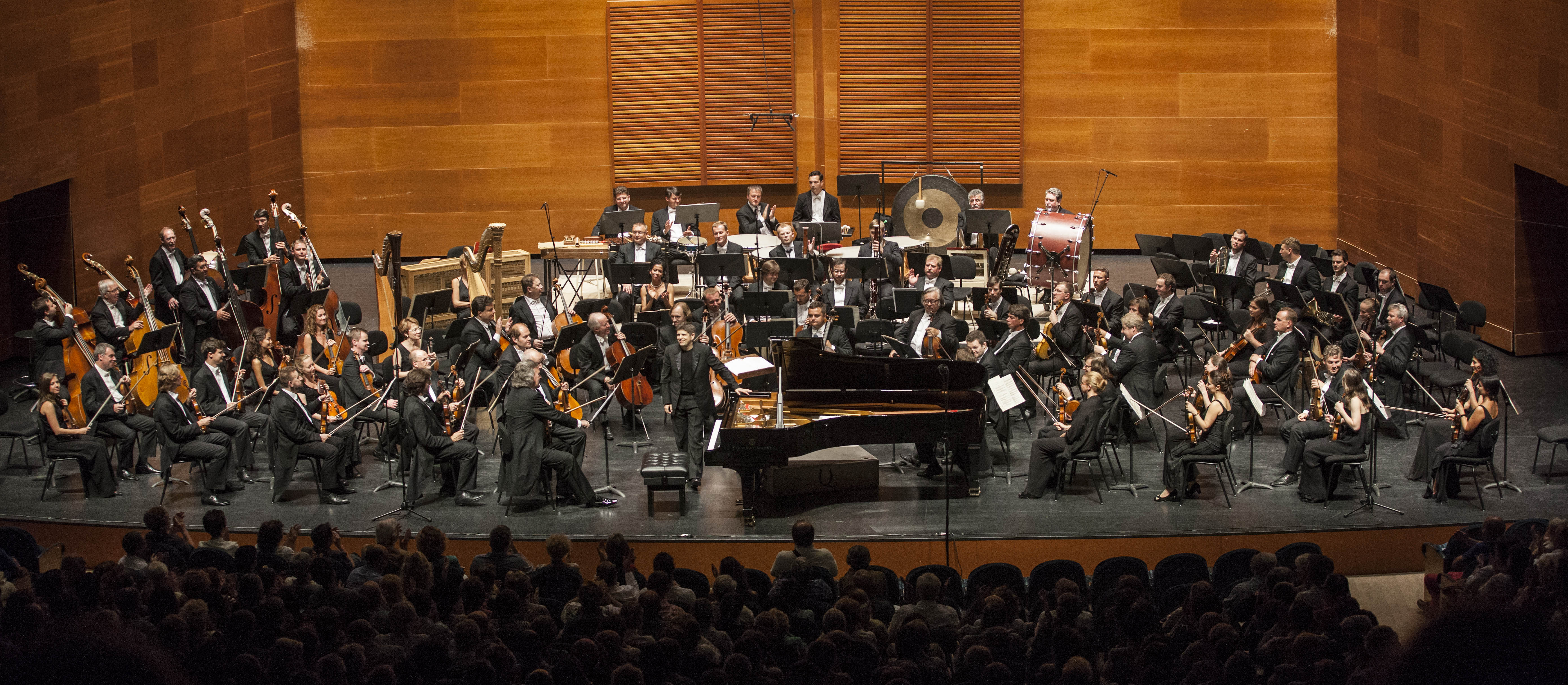
Orquestra são pitesburgo

A Orquestra Filarmônica de São Petersburgo foi fundada em 1882 e é a mais antiga orquestra russa ainda em atividade.
Foi inicialmente chamada de "Coral de Música Imperial" e apresentava-se privadamente para a corte de Alexandre III da Rússia. A partir na década de 1900, a orquestra começou a apresentar-se para o público. Richard Strauss regeu-a em 1912. Após a Revolução Russa, a orquestra passou a chamar-se Orquestra Filarmônica Estatal de Petrogrado. Na década de 1920, passou a receber suporte financeiro do Estado e começou a ser conhecida internacionalmente pela sua excelência. Alguns dos maestros que regeram a orquestra como convidados são: Bruno Walter, Ernest Ansermet e Hans Knappertsbusch. Por volta desse período, ela foi novamente renomeada, desta vez como Orquestra Filarmônica de Leningrado.
A Filarmônica de São Petersburgo ganhou maior notoriedade sob a direção do maestro Evgeny Mravinsky. A orquestra fez poucas turnês pelo Oeste Europeu, mas a gravou inúmeras vezes sob a regência de Mravinsky.
Em 1991 a orquestra recebeu o nome de Orquestra Filarmônica de São Peterburgo. Atualmente, seu diretor musical é Yuri Temirkanov.

## Maestros
- Yuri Temirkanov (1988–)
- Evgeny Mravinsky (1938–1988)
- Fritz Stiedry (1934–1937)
- Aleksandr Gauk (1930–1934)
- Nikolai Malko (1926–1930)
- Valery Berdyaev (1924–1926)
- Emil Cooper (1920–1923)
- Alexander Khessin (1920)
- Serge Koussevitzky (1917–1920)
- Hugo Varlikh (1907–1917)
- Hermann Fliege (1882–1907)